# Социални движения в 1968 година
1968 е година на протести и бунтове, организирани предимно от студентите почти навсякъде по света.
- февруари: начало на „Чешката пролет“ в Прага в Чехословакия
- февруари: окупация на университета в Рим от студентите. Полицията се намесва, за да опразни университета. Студентите решават да окупират факултета по архитектура в villa Borghèse. Студенсткото движение започва да затихва през пролетта и изборите през май слагат край на протестите.
- 8 февруари: умират трима американски студента в Южна Каролина по време на протести за граждански права.
- пролетта: в Италия спонтанни протестни движения и в индустриалните предприятия, където синдикализмът е слаб (заводът Марзото във Венеция). Синдикатите обявяват обща стачка, която има голям успех.
- 8 март: социални и политически вълнения в Полша. Манифестации на студенти са забранени, започва мащабна операция на чистка в политическите и интелектуални кръгове.
- 4 май: избухват протести в по-големите градове на САЩ, след убийството на Мартин Лутер Кинг.
- май: студентски бунтове в Токио (1968 – 1970).
- май: Май 68 във Франция
- 24 юни в Канада: „Жестокия понеделник“: 290 участници в манифестацията Сен-Жан-Батист са арестувани в Монреал.
- 20-21 август: намеса на съветската армия и смазване на „Пражката пролет“ в Чехословакия.
- 22 август-30 август: стълкновения в Чикаго между студенти и полиция по време на Конгрес на Демократическата партия. Американските студенти се бунтуват срещу войната във Виетнам и поставят под съмнение американската мечта и модел за начин на живот (American way of life).
- есента: движение за освобождаване на жената в САЩ, манифестация на Radical Women срещу избирането на Мис Америка.
- 2 октомври: Нощта на Тлателолко или кървавата баня – Мексико
- 5 октомври: първи поход на асоциацията за граждански права в северна Ирландия. Потушена е след вълненията в Дери.
- манифестации в по-големите градове на Ливан в подкрепа на палестинската кауза.